# バーナード・パーディ
バーナード・パーディ（Bernard Purdie、1939年6月11日 - ）は、アメリカのドラマーである。セッション・ドラマーとして、ソウル、R&Bを中心に多数のレコーディングに参加した。

## 略歴
メリーランド州エルクトン生まれ。高校卒業後にニューヨークへ移り、セッション・ドラマーとして活動を始める。キング・カーティスのドラマーを務めて名を上げ、1970年からはアレサ・フランクリンのバックバンドのバンマスを務めた。その後もソウル、R&B、ロック、ジャズ、クロスオーバーと幅広いジャンルで活躍した。彼は、ジェームス・ブラウンの曲「エイント・ザット・ア・グルーブ」や「イッツ・ア・マンズ・マンズ・マンズ・ワールド」(1966)でもプレイしている。
プレイ・スタイルとしては、グルーヴ感のあるシャッフルも特徴で、1990年代以降は、1960年代、70年代のブラック・ミュージックが再評価され、重要なドラマーの一人となった。ヒップホップにおいて彼がプレイした曲は、サンプリングの元ネタとして使用された。

## ディスコグラフィ

### リーダー・アルバム
- Soul Drums (1968年、Direction)
- Stand By Me (1971年、Mega)
- 『パーディ・グッド!』 - Purdie Good (1971年、Prestige)
- 『ソウル・イズ』 - Soul Is ... Pretty Purdie (1972年、Flying Dutchman)
- 『ライラー』 - Lialeh (1973年、Bryan)
- 『シャフト』 - Shaft (1974年、Prestige)
- 『ディライツ・オブ・ザ・ガーデン』 - Delights of the Garden (1975年、Celluloid) ※with ザ・ラスト・ポエッツ
- Purdie As a Picture (1993年、Kilarnock)
- 『イン・トーキョー』 - Bernard Purdie's Jazz Groove Sessions In Tokyo (1993年、Lexington)
- Coolin' 'n' Groovin' (1993年、Lexington/West 47th)
- After Hours with The 3B's (1993年、3B's)
- The Hudson River Rats (1994年、3B's)
- Kick N Jazz (1996年、Drum Beat Blocks)
- Soul to Jazz I (1996年、Act) ※with The WDR Big Band
- Soul to Jazz II (1997年、Act) ※with The WDR Big Band
- In the Pocket (1997年、P-Vine)
- Get It While You Can (1999年、3B's) ※with The Hudson River Rats
- The Masters of Groove Meet Dr. No (2001年、Jazzateria) ※with Reuben Wilson、Grant Green Jr.、Tarus Mateen
- King Of The Beat (2001年、3B's)
- Purdie Good Cookin'  (2003年、3B's) ※with Purdie's Powerhouse
- The Godfathers of Groove (2007年、18th & Vine) ※with Reuben Wilson、Grant Green Jr.、Jerry Jemmott、付記: オリジナル時のリリースタイトルは「The Masters of Groove」。
- The Godfathers of Groove 3 (2009年、18th & Vine) ※with Reuben Wilson、Grant Green Jr.、Bill Easley
- Jersey Blue (2009年、Running Rogue) ※with Gene McCormick、Jack Hoban
- Selling It Like It Is (2013年、Cadence Jazz) ※with David Haney、2009年録音
- 『クール・ダウン』 - Cool Down (2018年、Sugar Road)